# فتحية شريف
فتحية شريف (3 أغسطس 1926 - 16 نوفمبر 1982)، ممثلة ومونولوجست مصرية ، وهي الزوجة الاولي للفنان عماد حمدي التي تزوجها عام 1945 ، وكانت تعمل مونولوجست في فرقة بديعة مصابني.

## بدايتها الفنية
في أواخر الثلاثينات بدأت الفنانة فتحية شريف مشوارها الفني وكانت البطلة الأولي لفرقة نجيب الريحاني وتعرفت على الفنان عماد حمدي عام 1945 وكان يعمل وقتها محاسب في أستديو مصر حيث تزوجا بنفس عام تعارفهما وأستمر الزواج بينهما نحو 9 سنوات أنجبت ابنها نادر ، وطلب منها الأعتزال بعد أن اصبح فتي الشاشة ونزولا على رغبته وافقت لتتفرغ لحياتها الأسرية ، وكان راتبهعا في دار الأوبرا وقت أعتزلها 300 جنية ، بينما كان راتي عماد حمدي وقتها في أستديو مصر 28 جنية.

## أعمالها الفنية
كانت فتحية تتمتع بصوت ساحر شاركت بالغناء في أوبريت عزيزة ويونس ، للشاعر بيرم التونسي بطولة الفنان يحيى شاهين كما شاركت خلال مسيرتها القصيرة في فيلمين سر أبي ، بطولة الفنان صباح والفنان أنور وجدي والفنانة ميمي شكيب وفيلم أخر بعنوان بسلامته عاوز يتجوز، بطولة زينات صدقي وعزيزة أمير ونجيب الريحاني.

## حياتها بعد الاعتزال ووفاتها
بعد إعتزالها وتفرغها لرعاية ابنها الوحيد ، وفى سنواته الأخيرة طلبت الفنانة فتحية شريف من ابنها إحضار أبيه الفنان عماد حمدي لشقتهما ليعيش معهما وظلت ترعاه في فترة إكتئابه الأخير ، وحينما زارها الشيخ متولي الشعراوى وسألته الفنانة "فتحية" إذا كانت خدمتها له حرام أم لا فأجابها : "أكبر ثواب إنك بتخدمى أبو ابنك وليس لديه ما يعطيه لك إنتى بتخدميه لوجه الله" ، وفى 16 نوفمبر 1982 توفت ورحل بعدها طليقها ووالد ابنها الفنان عماد حمدي في 28 يناير 1984.

## روابط خارجية
- فتحية شريف على موقع IMDb (الإنجليزية)
- فتحية شريف على موقع الدهليز
- فتحية شريف على موقع قاعدة بيانات الأفلام العربية